# دیوید وینسنت
دیوید جاستین وینسنت (به انگلیسی: David Justin Vincent)؛ (زادهٔ ۲۲ آوریل ۱۹۶۵) معروف به اهریمن دی (به انگلیسی: Devil D) یک موسیقی‌دان اهل ایالات متحده آمریکا است. 
او بیشتر به عنوان خواننده اصلی و نوازنده باس سابق یکی از گروه‌های دث متال با نام موربید آنجل شناخته می‌شود.